# Silvan (Turchia)
Silvan (Persiano medio: Miyān Pārgin, persiano: سيلوان) chiamata Farqîn dai curdi abbreviazione di Mayyâfâriqîn, Meyafarqîn o Mafarqîn è il capoluogo del distretto omonimo nella provincia di Diyarbakır in Turchia. 
In epoca bizantina era conosciuta con il nome di Martiropoli.

## Storia

### Antichità
Silvan è stata identificata da diversi studiosi come una delle due possibili località dell'antica Tigranocerta fondata come capitale da Tigrane II d'Armenia nell'80 a.C. e occupata da Lucullo dopo la vittoria del fiume Niceforo il 6 ottobre 69 a.C. e da Corbulone cento anni dopo (63 d.C.). Questa città è menzionata fino alla metà del IV secolo e poi scompare.
La città è nota come Martyropolis dal momento il cui vescovo Maruta con il permesso del re persiano Yazdegerd I la rifondò. Maruta fu attivo tra il 383 e il 420 e la città è menzionata per la prima volta nel 410 e divenne la capitale dell'arcidiocesi omonima. Successivamente l'imperatore Anastasio (491-518) la fortificò e Giustiniano dopo il 527 ne fece la sede di un ufficiale militare sotto lo stratega di Teodosiopoli (Erzurum), diventando un importante centro militare sul confine orientale. Nel 589 fu occupata dai Sasanidi, ma i Bizantini la riottennero nel 591 in cambio dell'aiuto dato per la restaurazione sul trono persiano di Cosroe II.

### Medioevo
Era conosciuta con il nome di Meiafarakin dopo che gli arabi si impadronirono della regione nel VII secolo. Passò sotto il controllo degli Hamdanidi nel 935, poi dei Buyidi nel 978, quindi passò sotto i Marwanidi curdi e divenne la capitale della dinastia fino alla fine dell'XI secolo. La città e l'intera provincia di Diyarbakir furono conquistate nel 1085 dal selgiuchide Malik Shah I. Negli anni successivi, la città passò di mano diverse volte a seconda delle rivalità tra i clan selgiuchidi e i governanti locali. Nel 1118, gli Artuqidi conquistarono la città. Resistettero per molti anni agli attacchi degli Zengidi. L'artuqide Husam al-Din Timurtash costruì il ponte Malabadi vicino a Meiafarakin, che per le sue dimensioni era una delle meraviglie dell'epoca. La dinastia rimase al suo posto ma preferì risiedere a Mardin, lasciando un governatore a Meiafarakin.
Nel 1185 Mayyafarikin fu occupata da Saladino, che dieci anni dopo la cedette al fratello Sayf al-Din, la cui famiglia la governò fino al 1260.
All'inizio del 1260, la città fu assediata e catturata e la sua popolazione fu massacrata dall'esercito mongolo guidato da Hulagu Khan, con l'aiuto dei suoi alleati georgiani e armeni. Gli Artukidi scomparvero infine nel 1408 sotto gli attacchi dei Qara Qoyunlu.

### Impero ottomano
Nel 1896, i rapporti del viceconsole britannico Cecil Marsham Hallward indicano che molti villaggi furono distrutti durante i massacri armeni del 1895. Hallward si impegnò nella ricostruzione di circa 35 villaggi.

### XXI secolo
Naşide Toprak dell'HDP è stata eletta sindaco di Silvan nelle elezioni locali del marzo 2019. È stata dimessa nel marzo 2020 e al suo posto è stato nominato Mehmet Uslu.
Silvan è stata teatro di gravi scontri tra le forze governative turche e i separatisti curdi del Partito dei Lavoratori del Kurdistan nell'agosto 2015 durante la più ampia Operazione Martyr Yalçın.

## Archeologia
Gli archeologi che hanno lavorato nel 2021, guidati dal vicerettore dell'Università Dicle, il professor Ahmet Tanyıldız, hanno annunciato di aver scoperto le tombe del sultano selgiuchide di Rum Qilij Arslan I, che combatté contro le forze crociate. Hanno anche rivelato la sepoltura di sua figlia Saide Hatun durante nove giorni di lavoro. I ricercatori hanno scavato a due metri di profondità su un'area di 35 metri quadrati e hanno concentrato i loro lavori su due tombe nel Parco Orta Çeşme.